# Chamaita barnardi
Chamaita barnardi är en fjärilsart som beskrevs av T.P. Lucas 1893. Chamaita barnardi ingår i släktet Chamaita och familjen björnspinnare. Inga underarter finns listade i Catalogue of Life.